# Novara Calcio 2004-2005
Questa pagina raccoglie le informazioni riguardanti il Novara Calcio nelle competizioni ufficiali della stagione 2004-2005.

## Divise e sponsor
Lo sponsor tecnico per la stagione 2004-2005 è Look Sport, mentre lo sponsor ufficiale è Banca Popolare di Novara.
| 1ª divisa | 2ª divisa | 3ª divisa |

## Rosa
| N. |                   | Ruolo | Calciatore          |
| -- | ----------------- | ----- | ------------------- |
|    | Italia (bandiera) | C     | Simonluca Agazzone  |
|    | Italia (bandiera) | D     | Luca Bonomo         |
|    | Italia (bandiera) | C     | Edoardo Braiati     |
|    | Italia (bandiera) | C     | Massimiliano Brizzi |
|    | Italia (bandiera) | D     | Maurizio Caccavalle |
|    | Italia (bandiera) | D     | Alfio Cantone       |
|    | Italia (bandiera) | C     | Davide Caremi       |
|    | Italia (bandiera) | A     | Alan Carlet         |
|    | Italia (bandiera) | D     | Gabriele Cioffi     |
|    | Italia (bandiera) | D     | Sandro Ciuffetelli  |
|    | Italia (bandiera) | D     | Francesco Colombini |
|    | Italia (bandiera) | D     | Fabio Cusaro        |
|    | Italia (bandiera) | A     | Pierluigi Damiano   |
|    | Italia (bandiera) | P     | Domenico Doardo     |
|    | Italia (bandiera) | A     | Luca Dosi           |
|    | Italia (bandiera) | P     | Francesco Franzese  |

| N. |                    | Ruolo | Calciatore           |
| -- | ------------------ | ----- | -------------------- |
|    | Italia (bandiera)  | A     | Mattia Guntri        |
|    | Italia (bandiera)  | D     | Giuliano Lamma       |
|    | Italia (bandiera)  | C     | Matteo Leto Colombo  |
|    | Bolivia (bandiera) | C     | Luis Liendo          |
|    | Italia (bandiera)  | D     | Fabio Lorenzini      |
|    | Italia (bandiera)  | A     | Daniele Martinetti   |
|    | Italia (bandiera)  | C     | Giulio Merlano       |
|    | Italia (bandiera)  | C     | Aldo Monza           |
|    | Italia (bandiera)  | D     | Paolo Morganti       |
|    | Italia (bandiera)  | A     | Massimiliano Palombo |
|    | Italia (bandiera)  | A     | Lorenzo Pinamonte    |
|    | Italia (bandiera)  | D     | Tiziano Polenghi     |
|    | Italia (bandiera)  | A     | Luca Puccinelli      |
|    | Italia (bandiera)  | P     | Luca Redaelli        |
|    | Italia (bandiera)  | A     | Raffaele Rubino      |

## Risultati

### Campionato

#### Girone di andata
| 12 settembre 2004 1ª giornata | Novara | 1 – 1 | Mantova |  |

| 19 settembre 2004 2ª giornata | Lumezzane | 0 – 2 | Novara |  |

| 26 settembre 2004 3ª giornata | Novara | 2 – 2 | Pro Patria |  |

| 3 ottobre 2004 4ª giornata | Pavia | 1 – 0 | Novara |  |

| 10 ottobre 2004 5ª giornata |  | – Turno di riposo |  |  |

| 17 ottobre 2004 6ª giornata | Torres | 2 – 0 | Novara |  |

| 24 ottobre 2004 7ª giornata | Novara | 1 – 0 | Prato |  |

| 31 ottobre 2004 8ª giornata | Fidelis Andria | 0 – 3 | Novara |  |

| 7 novembre 2004 9ª giornata | Lucchese | 2 – 2 | Novara |  |

| 14 novembre 2004 10ª giornata | Novara | 0 – 2 | Acireale |  |

| 21 novembre 2004 11ª giornata | Frosinone | 2 – 2 | Novara |  |

| 28 novembre 2004 12ª giornata | Novara | 3 – 3 | Spezia |  |

| 5 dicembre 2004 13ª giornata | Novara | 1 – 1 | Cremonese |  |

| 8 dicembre 2004 14ª giornata | Pisa | 2 – 2 | Novara |  |

| 12 dicembre 2004 15ª giornata | Novara | 1 – 0 | Vittoria |  |

| 19 dicembre 2004 16ª giornata | Grosseto | 1 – 0 | Novara |  |

| 6 gennaio 2005 17ª giornata | Novara | 2 – 3 | Como |  |

| 9 gennaio 2005 18ª giornata | Sangiovannese | 2 – 0 | Novara |  |

| 16 gennaio 2005 19ª giornata | Novara | 1 – 0 | Pistoiese |  |

#### Girone di ritorno
| 23 gennaio 2005 20ª giornata | Mantova | 1 – 0 | Novara |  |

| 30 gennaio 2005 21ª giornata | Novara | 0 – 1 | Lumezzane |  |

| 6 febbraio 2005 22ª giornata | Pro Patria | 1 – 0 | Novara |  |

| 13 febbraio 2005 23ª giornata | Novara | 1 – 1 | Pavia |  |

| 16 febbraio 2005 24ª giornata |  | – Turno di riposo |  |  |

| 20 febbraio 2005 25ª giornata | Novara | 1 – 1 | Torres |  |

| 27 febbraio 2005 26ª giornata | Prato | 0 – 0 | Novara |  |

| 6 marzo 2005 27ª giornata | Novara | 1 – 0 | Fidelis Andria |  |

| 13 marzo 2005 28ª giornata | Novara | 0 – 2 | Lucchese |  |

| 20 marzo 2005 29ª giornata | Acireale | 2 – 1 | Novara |  |

| 26 marzo 2005 30ª giornata | Novara | 1 – 0 | Frosinone |  |

| 20 aprile 2005 31ª giornata | Spezia | 0 – 0 | Novara |  |

| 6 aprile 2005 32ª giornata | Cremonese | 3 – 0 | Novara |  |

| 10 aprile 2005 33ª giornata | Novara | 0 – 0 | Pisa |  |

| 17 aprile 2005 34ª giornata | Vittoria | 2 – 2 | Novara |  |

| 24 aprile 2005 35ª giornata | Novara | 1 – 0 | Grosseto |  |

| 1º maggio 2005 36ª giornata | Como | 2 – 0 | Novara |  |

| 8 maggio 2005 37ª giornata | Novara | 0 – 2 | Sangiovannese |  |

| 15 maggio 2005 38ª giornata | Pistoiese | 1 – 2 | Novara |  |